# Tôn giáo Đại Việt thời Mạc
Tôn giáo tín ngưỡng Đại Việt thời Mạc về cơ bản vẫn như thời Lê Sơ, chịu ảnh hưởng của tín ngưỡng dân gian, Nho giáo, Phật giáo và Đạo giáo. Tuy nhiên, đã có những điểm khác biệt về chính sách tư tưởng của người cầm quyền so với nhà Lê và có sự xuất hiện của một tôn giáo từ phương Tây là Công giáo.

## Các tôn giáo, tín ngưỡng truyền thống
Về cơ bản, vương triều Mạc vẫn theo pháp độ cũ của nhà Lê từ hệ tư tưởng đến mô hình thiết chế nhà nước, lấy Tống nho làm tư tưởng cai trị chính.
Do xuất thân từ nghề chài lưới và buôn bán vùng ven biển, nhà Mạc không hạn chế các tôn giáo phi Nho. Do đó, những tôn giáo và tín ngưỡng bị hạn chế thời Lê Sơ như đạo Phật, đạo Lão có cơ hội phục hồi và phát triển.
Đầu thời Mạc, Phật giáo ít được chú trọng; nhưng kể từ khi Mạc Thái Tổ mất, Phật giáo phát triển hơn trước. Các quan lại và người trong hoàng tộc nhà Mạc đã cúng tiến nhiều đất cho nhà chùa và xây cất, tu bổ nhiều chùa trong thời kỳ này.
Cũng như các đời trước, tín ngưỡng tại làng xã của nhân dân có tục thờ thần Thành hoàng. Trong các ngôi đình thời Mạc, thành hoàng có xuất thân khá phong phú như Tản Viên sơn thánh, thần Cao Sơn, các tướng của Hùng Vương, Phương Dung công chúa... Từ thời Mạc trở về sau, thành hoàng trở thành vị vua tinh thần ở các làng xã, tín ngưỡng thờ cúng Thành hoàng càng trở nên phong phú thông qua lễ hội đình đám ở từng địa phương.

## Sự truyền bá đạo Công giáo
Từ giữa thế kỷ 14, nhà truyền giáo Phanxicô Xaviê đã từng ghé vào cửa biển Thanh Hóa trong khi đi từ Ấn Độ qua Quảng Châu vào Nhật Bản.
Sang thời Mạc, việc truyền đạo Công giáo vào Đại Việt bắt đầu được xúc tiến. Theo Khâm định Việt sử Thông giám cương mục vào năm 1533 thời Lê Trang Tông - Mạc Thái Tông, một giáo sĩ phương Tây là I-nê-khu (có thể là Ignacio hoặc Iñigo) đã lén lút đến các làng Ninh Cường, Quần Anh (huyện Nam Chân) và Trà Lũ (huyện Giao Thủy) (nay thuộc các huyện Trực Ninh, Hải Hậu và Xuân Trường, tỉnh Nam Định) để truyền đạo. Tuy không thu được kết quả đáng kể nhưng đây được xem là dấu mốc cho sự bắt đầu truyền giảng Phúc Âm ở Việt Nam.
Sau một số lần xúc tiến phía Nam (vùng đất thuộc nhà Lê trung hưng và Chân Lạp) không kết quả, năm 1581 thời Mạc Mậu Hợp, các nhà truyền giáo lại ra bắc và gặp điều kiện thuận lợi hơn. Giáo sĩ Grovani Bastito de Tessto đã được vua Mạc cho phép theo thuyền buôn từ Ma Cao vào giảng đạo. Năm 1583, giáo đoàn do linh mục Diego de Oropesa dẫn đầu đã đến An Bang (nay là Quảng Ninh). Cùng đi có các linh mục Bartholone Ruiz và Francisco de Motilla và 4 thầy dòng nữa. Nhưng vì ngôn ngữ bất đồng nên cuối cùng giáo đoàn phải trở về Ma Cao.